# Ladislas Fodor
Ladislas Fodor (Fodor László, Budapest, 28 de marzo de 1898 - Los Ángeles, 1 de septiembre de 1978) fue un escritor y guionista húngaro.

## Biografía
Fue periodista en Budapest desde la década de 1920, y en esa época escribió varias comedias de teatro. Muchas de ellas se tradujeron al castellano y se estrenaron en teatro, como Atrévete, Susana y Europa y el toro. Desde la década de 1930, varias adaptaciones cinematográficas de sus obras llegaron a los cines de Alemania, Gran Bretaña, México, Francia y sobre todo los Estados Unidos. 
Residió en Viena hasta que, en marzo de 1938, el adevenimiento del Anschluss le llevó a abandonar la ciudad por ser judío. Emigró a Francia y desde allí a los Estados Unidos. En ese país trabajó en Hollywood como coautor de varios guiones de cine.
En los años 50, regresó a Europa, se instaló a finales de la década en la República Federal de Alemania y continuó su labor de guionista, incluyendo el género del spaghetti-western (en títulos como La balada de Johnny Ringo, de 1968).

## Filmografía como guionista (selección)
- Seis destinos (1942
- El pequeño gigante (1958)
- Old Shatterhand (1964)
- La balada de Johnny Ringo (1966)
- Strogoff (1970)
- El diablo que vino de Akasawa (1971)